# Copestylum currani
Copestylum currani är en tvåvingeart som först beskrevs av Fluke 1951.  Copestylum currani ingår i släktet Copestylum och familjen blomflugor.
Artens utbredningsområde är Ecuador. Inga underarter finns listade i Catalogue of Life.